# Manuel Guillén
Manuel Guillén Espinoza (León de Los Aldama; 31 de diciembre de 1954) es un exfutbolista mexicano que jugaba como centrocampista.

## Trayectoria
Tuvo sus inicios en 1973 con el León FC, club de su ciudad. Ahí se mantuvo hasta 1976, cuando fue fichado por el CD Leones Negros de la Universidad de Guadalajara.
En 1983, cuando salió del equipo, fue a parar al Tampico Madero FC, donde solo se quedó por dos temporadas, porque decidió volver con el equipo felino por ese mismo lapso de tiempo hasta su retiro en 1989.

## Selección nacional
Con la selección de México, debutó el 6 de agosto de 1975 y anotó dos goles en los ocho juegos internacionales que tuvo.

### Participaciones en Campeonatos Concacaf
| Copa                                       | Sede   | Resultado | Part. | Goles |
| ------------------------------------------ | ------ | --------- | ----- | ----- |
| Campeonato de Naciones de la Concacaf 1977 | México | Campeón   | 1     | 0     |

## Clubes
| Club              | País   | Año       |
| ----------------- | ------ | --------- |
| León              | México | 1973-1976 |
| Leones Negros UDG | México | 1976-1983 |
| Tampico-Madero    | México | 1983-1987 |
| Leones Negros UDG | México | 1987-1989 |

## Palmarés

### Títulos internacionales
| Título                                | Equipo (*)               | País   | Año  |
| ------------------------------------- | ------------------------ | ------ | ---- |
| Campeonato de Naciones de la Concacaf | México                   | México | 1977 |
| Copa de Campeones de la Concacaf      | Leones Negros de la UdeG | México | 1978 |

(*) Incluyendo la selección.

### Distinciones individuales
| Distinción                                            | Año     |
| ----------------------------------------------------- | ------- |
| Mejor medio ofensivo de la Primera División de México | 1976-77 |